# SQ3R
SQ3Rは、PQRSTやKWL表に似た学習法の一つで、教科書での勉強を効果的に行うための読書法である。

## 概要
読書を5つの段階、すなわちSurvey、Question、Read、Recite/write、Reviewに分けるのが特徴で、手法名はこの各段階の頭文字をとったものである。
この手法はRobinson (1946) が考案したもので、欧米では広く知られた学習法である。

## 方法
| ①Survey（概観。2分）       | 読む前にすべての章節を見て、見出しから文章構成を把握する。 特定の箇所を読み込むことは厳禁だが、例外として文書の要点が3 - 6個見い出された段落は見てもかまわない。 |
| ②Question（設問。30秒）    | 章を読み始めるごとに行う。 章の課題や自分がその章に期待する課題が何であるかを明確にする。見出しを質問文に変換し、課題とする。これを項ごとに繰り返す。 この手法から派生したものにSQW3Rがある。すなわち、課題を書き出す(Write)過程を追加したものである。                                                                                              |
| ③Read（読む。マイペース）  | 節ごとに見出しの課題に対する回答を探りながら読む。 この読み方は能動精読(active reading)であり、集中して行う必要があるので、気が散るような場所や時間は避けるべきである。 |
| ④Recite/write（暗唱。1分） | 節を読み終えるごと行う。その節の要点と課題への回答をそらで読み上げるか紙に書き出す。 本の字句をそのまま読みあげるのではなく、自分の言葉に置き換えるのが重要である。 科学研究によると、与えられた（受動）関連よりも自分で繋げた（能動）関連の方が記憶されやすいという。 同じく、与えられた出来合の体系よりも、自分で組み上げた体系の方が覚えやすい。 |
| ⑤Review（復習。5分）       | 章を読み終えるごと行う。2 - 4を繰り返せば、その章の大枠である節ごとの要旨が列挙されるはずである。 その要旨を手で覆い隠して、そらで言えるだろうか。言えた節はOK、言えなかった節は再読する必要がある。 |

Review（復習）は他の過程と並行して行う。他の過程で作成した想起カードやメモノートを使って、数日間毎日数分復習する。

## 補足資料
SQ3Rに関する解説としては津野 (2003) のほか、ロックマン (2008) や八木 (2004) 、Wright (n.d.) などが取り上げ、解説等を行なっている。